# George Howard, 13. Earl of Carlisle

Lord Carlisles Familienwappen

George William Beaumont Howard, 13. Earl of Carlisle (* 15. Februar 1949), ist ein britischer Peer und Politiker der Liberal Democrats.

## Leben und Karriere
Er ist der Sohn von Charles Howard, 12. Earl of Carlisle und dessen Gattin Ela Hilda Aline Beaumont. Als Heir apparent seines Vaters führte er von 1963 bis 1994 den Höflichkeitstitel Viscount Morpeth. Beim Tod seines Vaters 1994 erbte er dessen Adelstitel. Als Verwandter des Duke of Norfolk, ist Lord Carlisle Co-Erbe der in Abeyance befindlichen Baronien Greystock und Clifford. Er besuchte das Eton College und schloss sein Studium am Balliol College der University of Oxford als Master of Arts (M.A.) ab.
Er diente als Offizier in der British Army bei den 9th/12th Royal Lancers. Bei Beendigung des Militärdienstes bekleidete er den Rang eines Majors.
Beim Tod seines Vaters 1994 erbte er dessen Adelstitel Earl of Carlisle, nebst den nachgeordneten Titeln Viscount Howard of Morpeth, Baron Dacre of Gillesland und Lord Ruthven of Freeland. Mit den Titeln war auch ein erblicher Sitz im House of Lords verbunden, den er aber 1999 mit Inkrafttreten des House of Lords Act verlor. Er kandidierte erfolglos als Liberaler bei den Wahlen zum House of Commons und später als Liberal Democrat bei einer Europawahl. Mehrfach trat er bei Nachwahlen zum House of Lords an, zuletzt 2011, bei der Neubesetzung des Sitzes des verstorbenen David Kenworthy, 11. Baron Strabolgi, wobei er David Pollock, 3. Viscount Hanworth von Labour unterlag.
Er spielte eine wichtige Rolle in der Sicherung von Gedenkplaketten für die 112 getöteten britischen Seeleute, die zur Unabhängigkeit der baltischen Staaten beitrugen. Diese Plaketten wurden an verschiedenen Stellen aufgehängt, so 2005 in der Portsmouth Cathedral vom damaligen First Sea Lord Admiral Alan West, Baron West of Spithead und von der Queen während ihres Besuchs in Tallinn 2010.
Da der 13. Earl bislang unverheiratet und kinderlos ist, ist sein Bruder, the Hon. Philip Charles Wentworth Howard, voraussichtlicher Erbe (Heir Presumptive) seiner Adelstitel.
Howard ist ein angesehener Akademiker und Kommentator betreffend Angelegenheiten baltischer Staaten. Er selbst lebte einige Zeit in Tartu in Estland; der estnische Präsident verlieh ihm 1998 den Orden des Marienland-Kreuzes I. Klasse.